# Ödung bei Zwirtenberg
Die Ödung bei Zwirtenberg ist ein vom Landratsamt Saulgau am 25. September 1940 durch Verordnung ausgewiesenes Landschaftsschutzgebiet auf dem Gebiet der Gemeinde Eichstegen im Landkreis Ravensburg. 

## Lage und Beschreibung
Das Gebiet liegt etwa 2,5 km nordwestlich von Ebersbach-Musbach und 4,8 km nordöstlich von Eichstegen nahe den Gehöften Lichtenfeld und Arnetsreute und dem abgegangenen Hof Zwirtenberg im Gewann Arnetsreuter Ösch, einer heute unbesiedelten Exklave der Gemeinde Eichstegen. Das Gebiet ist heute Teil eines großen Ackerschlags. Das Gebiet liegt im Naturraum Oberschwäbisches Hügelland.